# Tournoi de tennis de Leicester
Le tournoi de Leicester (Angleterre), est un tournoi de tennis professionnel masculin et féminin du circuit (WTA).
La seule édition de l'épreuve féminine a été organisée en 1971 et la seule du tournoi masculin eut lieu en 1970.

## Palmarès dames

### Simple
| No | Date       | Nom et lieu du tournoi                        | Catégorie | Dotation | Surface      | Vainqueure       | Finaliste   | Score    |         |
| -- | ---------- | --------------------------------------------- | --------- | -------- | ------------ | ---------------- | ----------- | -------- | ------- |
| 1  | 19-07-1971 | Green Shield Midland Championships, Leicester |           | NC       | Gazon (ext.) | Evonne Goolagong | Patti Hogan | 6-2, 6-4 | Tableau |

### Double
| No | Date       | Nom et lieu du tournoi                       | Catégorie | Dotation | Surface      | Vainqueures                         | Finalistes                   | Score    |         |
| -- | ---------- | -------------------------------------------- | --------- | -------- | ------------ | ----------------------------------- | ---------------------------- | -------- | ------- |
| 1  | 19-07-1971 | Green Shield Midland Championships Leicester |           | NC       | Gazon (ext.) | Judy Tegart-Dalton Evonne Goolagong | Barbara Hawcroft Patti Hogan | 8-6, 6-4 | Tableau |

## Palmarès messieurs

### Simple
| No | Date       | Nom et lieu du tournoi | Catégorie | Dotation | Surface      | Vainqueur | Finaliste    | Score     |  |
| -- | ---------- | ---------------------- | --------- | -------- | ------------ | --------- | ------------ | --------- |  |
| 1  | 19-07-1970 | , Leicester            |           | NC $     | Gazon (ext.) | Tom Okker | Roger Taylor | 6-1, 10-8 |  |

## Palmarès mixte
| No | Date       | Nom et lieu du tournoi                       | Catégorie | Dotation | Surface      | Vainqueures                 | Finalistes                | Score    |         |
| -- | ---------- | -------------------------------------------- | --------- | -------- | ------------ | --------------------------- | ------------------------- | -------- | ------- |
| 1  | 19-07-1971 | Green Shield Midland Championships Leicester |           | NC       | Gazon (ext.) | Evonne Goolagong Bob Hewitt | Helen Gourlay Hank Irvine | 6-2, 6-2 | Tableau |